# 基布利亞里
48°36′17″N 22°33′10″E / 48.60472°N 22.55278°E
基布利亞里（烏克蘭語：Киблярі），2024年9月前名为基布利亚雷（烏克蘭語：Кибляри），是烏克蘭的村落，位於該國西部外喀爾巴阡州，由烏日霍羅德區塞雷德涅市镇負責管轄，面積0.15平方公里，2001年人口791，人口密度每平方公里5,273.3人。
2024年9月19日，乌克兰最高拉达将此村的名字改为基布利亞里。